# Chile az 1976. évi téli olimpiai játékokon
Chile az ausztriai Innsbruckban megrendezett 1976. évi téli olimpiai játékok egyik részt vevő nemzete volt. Az országot az olimpián 1 sportágban 5 sportoló képviselte, akik érmet nem szereztek.

## Alpesisí
Férfi
| Versenyző         | Versenyszám      | 1. futam      | 1. futam      | 2. futam      | 2. futam      | Összesítés | Összesítés |
| Versenyző         | Versenyszám      | Idő           | Hely.         | Idő           | Hely.         | Idő        | Helyezés   |
| ----------------- | ---------------- | ------------- | ------------- | ------------- | ------------- | ---------- | ---------- |
| Rafael Cañas      | Lesiklás         |               |               |               |               | 2:00,39    | 59.        |
| Rafael Cañas      | Óriás-műlesiklás | 2:03,65       | 71.           | nem ért célba | nem ért célba | kiesett    | kiesett    |
| Rafael Cañas      | Műlesiklás       | nem ért célba | nem ért célba | kiesett       | kiesett       | kiesett    | kiesett    |
| Federico García   | Óriás-műlesiklás | 2:06,99       | 75.           | nem ért célba | nem ért célba | kiesett    | kiesett    |
| Federico García   | Műlesiklás       | nem ért célba | nem ért célba | kiesett       | kiesett       | kiesett    | kiesett    |
| José Luis Koifman | Lesiklás         |               |               |               |               | 1:56,30    | 51.        |
| José Luis Koifman | Óriás-műlesiklás | 1:58,93       | 58.           | 2:02,42       | 44.           | 4:01,35    | 43.        |
| José Luis Koifman | Műlesiklás       | 1:10,65       | 38.           | 1:15,32       | 33.           | 2:25,97    | 33.        |
| Roberto Koifman   | Óriás-műlesiklás | 1:58,15       | 56.           | 2:01,34       | 42.           | 3:59,49    | 41.        |
| Roberto Koifman   | Műlesiklás       | nem ért célba | nem ért célba | kiesett       | kiesett       | kiesett    | kiesett    |
| Fernando Reutter  | Lesiklás         |               |               |               |               | 2:01,19    | 61.        |